# Villa Zanga
Villa Testori-Zanga, Zara-Pasin è una villa veneta di Mogliano Veneto, in provincia di Treviso. Sorge lungo via Roma, all'estremità occidentale dell'abitato.

## Storia
Costruita nel Settecento, nella seconda metà del secolo risultava di Ignazio Testori, appartenente ad una ricca famiglia di commercianti di origini milanesi. Nel 1797 la villa fu sede di un comando francese e una tradizione afferma che più di una volta vi fu ospite Napoleone.
Adibita poi a locanda (alle "Tre Colombe"), passò alla famiglia Zanga; durante la Grande Guerra vi fu allestita la casa del soldato. Attualmente è degli Zara Pasin che ne hanno curato il restauro. 

## Edificio
L'accesso principale si trova spostato più ad est rispetto al complesso di edifici. È segnato da un cancello in ferro con pilastri e statue, dal quale si diparte un viale che, dopo aver costeggiato la costruzione, piega a destra verso il retrostante brolo. Quest'ultimo è limitato da un perimetro rettangolare, chiuso su due lati dalla barchessa (che presenta infatti una pianta a L) e per il resto da un muro di mattoni.
La casa padronale apre la facciata verso la strada, a nord. Mostra la consueta tripartizione delle ville venete, ma non è perfettamente simmetrica; ad esempio, le due ali laterali hanno un numero differente di finestre (rispettivamente tre e due per piano). Questa irregolarità risulta quasi impercettibile per la forte caratterizzazione del partito centrale, il quale risalta per il frontone rialzato e il timpano con statue ai vertici, oltre che per gli elementi ornamentali ai livelli inferiori. Degne di nota sono le tre aperture del piano nobile, unificate da una cornice continua e sovrastate da frontoni, uno centrale triangolare e due laterali ad arco ribassato.
All'interno, va ricordato un caminetto marmoreo, proveniente dalla casa veneziana del Goldoni.
Al retro della casa aderisce la barchessa, volgendo quindi il fronte principale verso l'interno. Si caratterizza per un semplice portico ad arcate concluso con una volta a padiglione. La copertura presso l'ala nord è stata sostituita, in un secondo momento, da una terrazza con parapetto intonacato e ornato di busti. 
Nel giardino è collocato un gruppo di sei statue (le Arti) attribuite alla bottega dei Marinali.